# Lepeophtheirus salmonis
Lepeophtheirus salmonis is een eenoogkreeftjessoort uit de familie van de Caligidae. De wetenschappelijke naam van de soort is voor het eerst geldig gepubliceerd in 1837 door Krøyer. De populaire benaming is zeeluis.
In de Noorse zalmindustrie, waar de vis doorgaans wordt gekweekt in grote netten in zee, is de aanwezigheid van grote aantallen zeeluizen op gekweekte zalm vastgesteld. Zeeluizen zijn feitelijk parasieten die een centimeter lang kunnen worden en die zich voeden met huid, vlees en bloed van de levende zalmen. De zeeluizen zijn immuun geworden voor de traditionele behandeling met chemicaliën zoals Azamethifos. Zeeluizen zijn bovendien vaak drager van weer een andere parasiet die de miltziekte 'Pancreas Disease' veroorzaakt bij de zalmen. Ontsnapte kweekzalmen kunnen de besmetting ook weer overbrengen op wilde zalmen en zeeforellen.
Een andere bedreiging vormt de Diphyllobothrium nihonkaiense, een lintworm die is aangetroffen in wilde en gekweekte zalm uit de Stille Oceaan. 